# Faye Marsay
Faye Elaine Marsay (Middlesbrough, 30 de dezembro de 1986) é uma atriz britânica. Ela é mais conhecida por seus papeis como Ana Neville em The White Queen, Amy em Need for Speed e Candice na série de televisão Fresh Meat.

## Início de vida
Marsay nasceu em Middlesbrough, no condado de North Yorkshire. Ela frequentou a Laurence Jackson School, em Guisborough, North Yorkshire, e passou pela Faculdade Pursglove antes de ingressar na Bristol Old Vic Theatre School, onde interpretou os papéis de Sissy Jupe do romance Hard Times, a Primeira Irmã Wyrd e Fleance em Macbeth, Runt em Disco Pigs, e Shen Te em The Good Soul of Szechuan. Durante seu período na escola, ela ganhou o Prêmio Spotlight em 2012. Assim que se formou, Marsay conseguiu um papel principal na série The White Queen.

## Carreira
Em 2008, Marsay interpretou Sue na comédia dramática Is That It?. Ela ganhou destaque em 2013, interpretando Ana Neville na série The White Queen. Em seguida, Marsay interpretou Candice Peeling na série de televisão Fresh Meat.
Em 2014, Marsay interpretou o papel de Lizzie Lancaster na minissérie The Bletchley Circle. Em setembro, ela estreou dois projetos, Pride, o primeiro filme no qual foi ela nomeada com um BAFTA pela sua interpretação da personagem Steph. E o segundo foi na minissérie de assassinato e mistério chamada Glue. Ela interpretou a personagem Janine Riley. Marsay também apareceu no especial "Last Christmas" da série Doctor Who como Shona McCullough em 2014.
Em 2015 Marsay apareceu na quinta temporada da popular série Game of Thrones da HBO como Waif. Em junho, Marsay entrou para o elenco da série de televisão My Mad Fat Diary, onde interpretou a personagem Kate Springer na última temporada. No início de outubro, Marsay foi nomeada como uma das Estrelas do Amanhã pela Screen International em 2015, que destacou os profissionais criativos em ascensão.
Em outubro de 2015, um drama de rádio estreou na BBC Radio 4 chamado The Price of Oil. No episódio "No Two Days", Marsay estrelou como Izzie. Em novembro do mesmo ano, Marsay intepretou Amy no jogo eletrônico Need for Speed, com vestimentas e sotaque americano. Em seguida, no curta NippleJesus, baseado no conto de Nick Hornby, que estreou no Festival de Cinema de Austin e em Londres, embora ainda não tenha sido disponibilizado em massa ao público. No curta, Marsay interpreta Siobhan. 
Em maio e junho de 2016, Marsay interpretou o papel principal na comédia Love, Nina da BBC.

Em 2016, ela apareceu em "Hated in the Nation", um episódio da série antológica Black Mirror.